# La Bohème (2008)
La Bohème ist eine Verfilmung von Giacomo Puccinis gleichnamiger Oper unter der Regie von Robert Dornhelm.

## Handlung
Paris Ende des 19. Jahrhunderts. Der Poet Rodolfo lernt am Weihnachtsabend in der ungeheizten Mansarde, die er mit drei Künstlerkollegen bewohnt, die Nachbarin Mimì kennen, als diese ihn um Feuer für ihre erloschene Kerze bittet. Sie verlieben sich. Es folgt ein Auf und Ab der Beziehung, denn Rodolfo sieht sich nicht in der Lage, für die durch Tuberkulose gesundheitlich angeschlagene Mimì zu sorgen. Die beiden finden wieder zueinander, doch im letzten Bild stirbt die mittlerweile todkranke Mimì in Rodolfos Armen.

## Produktion
Diese Verfilmung von La Bohème gilt als „Starvehikel“ für Anna Netrebko und
Rolando Villazón.
Regisseur Dornhelm wollte dem „Traumpaar“ ein „filmisches Denkmal“ setzen, vor allem Netrebko sei ausschlaggebend für die Verfilmung gewesen: „Ohne sie hätte es dieses Projekt nicht gegeben.“
Gefilmt wurde in den Wiener Rosenhügel-Filmstudios, mit historischen Bauten und Kostümen. Dornhelm überlegte anfangs, den Film an Originalschauplätzen zu drehen, verwarf die Idee aber, da dies „künstlerisch und stilistisch keinen Sinn [ergebe]“ und er der Meinung ist, dass „Realismus in diesem Genre nicht funktioniert“.
Musik und Gesang stammen aus einer konzertanten Aufführung von La Bohème vom April 2007 mit Chor und Orchester des Bayerischen Rundfunks unter der Leitung von Bertrand de Billy. Damit die Darstellung realistisch wirkt, sangen die Darsteller beim Dreh dennoch mit. Einige der Filmdarsteller hatten bei dieser Aufnahme aber nicht mitgewirkt: Der Gesang von Ioan Holenders Part des Alcidoro stammt etwa vom Sänger Ticiano Bracci.
Produziert wurde die fünf Millionen Euro teure Verfilmung von Unitel (Kirch-Gruppe) und MR Film.

## Kritiken
Die Kritiken sind geteilt und schwanken zwischen „Liebeserklärung an die Oper an sich“ (Kurier) und Zweifel an der gelungenen Verschmelzung von Film und Oper:

„Leider schaffte es der Regisseur auch nicht, seine Sänger in Filmschauspieler zu verwandeln: Hier wird eindeutig noch für große Bühne gespielt, während die Cinemascope-Kameras den Darstellern aber ganz nahe gerückt sind.“